# Шаралдай
Шаралда́й — село в Мухоршибирском районе Бурятии. Административный центр сельского поселения «Шаралдайское».

## География
Расположено в 14 км западнее районного центра, села Мухоршибирь, на левом берегу реки Сухары, по её притокам Малкова и Сухой Лог, в 1,5 км ниже впадения в Сухару речки Шаралдайки. Через село проходит автодорога местного значения, связывающая районный центр с западными населёнными пунктами района.

## Название
Возможно, название произошло от имени бурятского рода шаралдай булагатского племени. В далёкие древние времена на территории южного Забайкалья, в том числе и Мухоршибирского района, проживал на нашей земле шаралдаевский род. Род пришёл из мест прежнего обитания в долине Куды в Приангарье на реку Сухару, где сейчас расположено село Шаралдай, получившее своё название в память о тех шаралдаевцах. Но и здесь, из-за враждебности других племён, недолго удалось оставаться шаралдаевскому роду и они вернулись в прежние места обитания. По расчётам получается, что шаралдаевский род жил в здешних местах немногим более трёхсот лет назад, перед приходом сюда первых русских поселенцев. По другой версии, Шаралдай происходит от имени бурята, который перед смертью подарил весь свой скот друзьям. На память о нём и назвали местность Шаралдай, что в переводе означает «жёлтые пески». В давние времена Шаралдай делился на «три» части: верх (деревня), низ (Сухара), Степь (Зарека).

## Климат
Лето в Шаралдае длительное и комфортное, зимы короткие но снежные и холодные. В течение всего года переменная облачность. Температура колеблется от −30 °C до 25 °C. Теплый сезон длится 4 месяца — с середины мая до середины сентября. Самый жаркий месяц — июль. Холодный сезон длится 3 месяца — с конца ноября до конца февраля. Самый холодный месяц — январь.

## История
Впервые упоминается в 1732 году Г. Ф. Миллером: «За деревней И. Завьялова, примерно в 15 верстах западнее современной Мухоршибири, на речке Цулхаре (Сухаре) двухдворка селенгинского посадского человека Алексея Чулкова».
В связи с реформой русской православной церкви в XVII веке, приверженцы старой православной веры — старообрядцы — были объявлены вне закона. Начались гонения и ссылки. В марте 1767 года на 25 подводах прибыла третья партия старообрядцев под конвоем одного унтер-офицера и трёх рядовых солдат в Заганские деревни. Из 453 поселенцев часть была определена в Шаралдай.
В селе к приходу старообрядцев было всего 7 дворов. Семейские к 1772 году построили ещё 12 дворов. Благодаря трудолюбию, упорству семейских земли были быстро освоены, и уже к 1795 году в селе было 40 новообрядческих дворов и 254 старообрядческих.
Население села растет в 1846 году составляет 1224 человека, из них 894 старообрядца, 207 православных, 43 единоверца и 83 представителя других религий.
В 1918 году Шаралдай захватили японцы. Местные партизаны, во главе которых был Трофим Спиридонович Калашников, были вынуждены уйти из села в связи с недостаточным вооружением. Несмотря на то, что японцы в селе были всего один день, они жгли хозяйства, резали скот, издевались и убивали людей. В январе 1920 года для подавления крестьянского восстания против атамана Семёнова в Шаралдай вошли японцы. Поджоги и ограбленное имущество оценивались в 30 тысяч рублей золотом.
В 1919 году появляется первая партийная ячейка, которая состояла из 3 человек Володин Г. Ф.— секретарь и два члена Ребягин Д. И. и Антонов О. И.
В 1922 году произошли первые выборы в местные советы, председателем был выбран Михайлов Михаил Иванович.
Основной расцвет села пришёлся на советский период. В 1923 году был организован народный дом (клуб) и культкружок. Культкружок поставил два спектакля. В 1926 году Шеролдаевское потребительское общество (кооператив) имело 3 лавки: две в Шаралдае и одну в Гашее.
В 1927 году появились первые коммуны и ТОЗы, в 1929 году создана коммуна «Борец», в которую вошло 50 семей, также были созданы 2 сельхозарели — «Красный ударник» и «Пятилетка». В 1931 году образовались колхозы. В 1933 году в селе было 8 колхозов и около 600 дворов единоличников. В 1935 году — 4 колхоза: им. Разумова, им. Кагановича, им. Лебедева, им. Кирова (позднее колхозы им. Ворошилова — предеседателем которого был Павлуцкий Елифер, колхоз им. Лебедева, колхоз им. Кагановича). В 1950 году все колхозы были объединены в колхоз «Гигант». В 1959 году колхоз был переименован в «Забайкалец».
В 1932 году создана Гашейская МТС. В 1946 году на этом предприятии работало более 200 человек. В 1946 году Гашейская МТС обслуживала 11 колхозов. В составе МТС было 68 тракторов и 37 зерноуборочных комбайнов.
В 1941 году колхоз им. Ворошилова был награждён дипломом II степени Главвыставкома ВСХВ СССР.
В начале 1970-х годов колхоз «Забайкалец» реорганизован в совхоз, и вошёл в систему Птицепрома. «Забайкалец» считался передовым предприятием не только в районе, но и в республике.
Наиболее крупным промышленным предприятием села было объединение «Сельхозтехника», образованное на базе Гашейской МТС и занимавшейся ремонтом сельскохозяйственной техники со всей республики.
В конце 1935 года был построен клуб им. А. С. Пушкина.
Наряду с развитием колхозного движения, развернулось движение за ликвидацию неграмотности (работало 4 пункта ликвидации неграмотности), открылась школа. До середины 1930-х годов школа размещалась в нескольких бывших купеческих избах. В 1935 году для школы построено отдельное здание.
В 1947 году  открыт Детский дом на 150 мест
В 1955 году было принято решение о строительстве новой школы и в октябре 1959 года было построено новое здание Шаралдайской средней школы.
В 1967 году в селе открылся Дом культуры, в здании которого располагается сельская библиотека. В 1975 году открылся детский сад «Берёзка» на 90 мест. В 1980 году Шаралдайская средняя школа переехала в новое здание, рассчитанное на 480 мест, также открылся памятник погибшим воинам. В годы Великой Отечественной войны на фронте погибло 138 односельчан.
В 1991 году открывается музей-усадьба писателя Исая Калашникова. Он расположен в старинном доме, а его экспозиция представляет быт и культуру «семейских», архив и личные вещи писателя, редкие книги.
Построен храм Петра и Павла.

## Общественные организации
При Шаралдайской администрации действуют общественные организации:
- Совет депутатов
- Совет по профилактике и правонарушениям среди несовершеннолетних
- Совет Ветеранов[19]

## Образование
На территории села находятся:
- Шаралдайская средняя школа
- детский сад «Березка»

По состоянию на 2021 г в ШСОШ обучалось 140 учащихся. Обучение проводится в одну смену. В школе работают 16 педагогов. Детский сад «Березка» посещают 60 детей. Трудовой коллектив — 14 человек.

## Культура

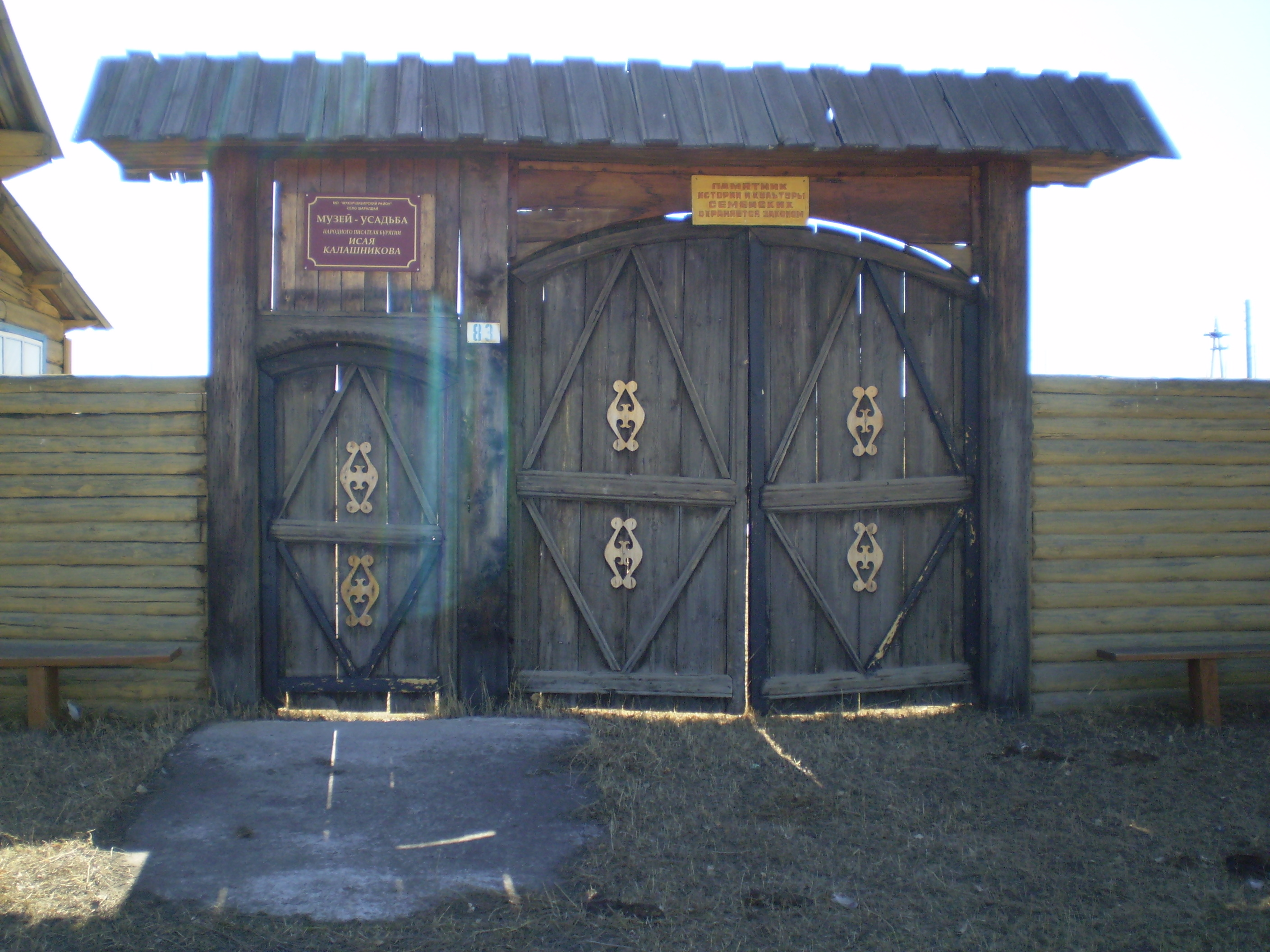
ворота музея им. Исая Калашникова

В Шаралдае присутствуют следующие объекты культуры:
1. Шаралдайский Дом Культуры
2. Шаралдайская сельская библиотека им. И. К. Калашникова.
3. Музей — усадьба им. Исая Калистратовича Калашникова.

На 2022 год, в доме культуры функционируют: народный ансамбль «Русская песня», эстрадная группа «Гармония», детская вокальная группа «Фантазия», хореографическая группа «Ладушки», театральна детская группа «Истина», для взрослого населения «Вдохновение», сценическое слово и «Мастерица».
Музей — усадьба им. Исая Калашникова — это музей и туристический комплекс, состоящий из литературной части и комплекса «Семейское подворье». В литературной части представлена экспозиция «Сын земли шаралдайской», где воссоздан рабочий кабинет бурятского писателя, представлены его личные вещи и предметы. Комплекс «Семейское подворье» представляет собой воссозданный жилой комплекс (подворье) зажиточного жителя села Шаралдай XVIII-XIX века. Там располагается журавль-колодец, стайки для скота (зимний и летний варианты) и семейская изба, состоящая из сеней, двух комнат, разделенных русской печью. При музее также имеется фольклорный ансамбль «Родник».

## Население

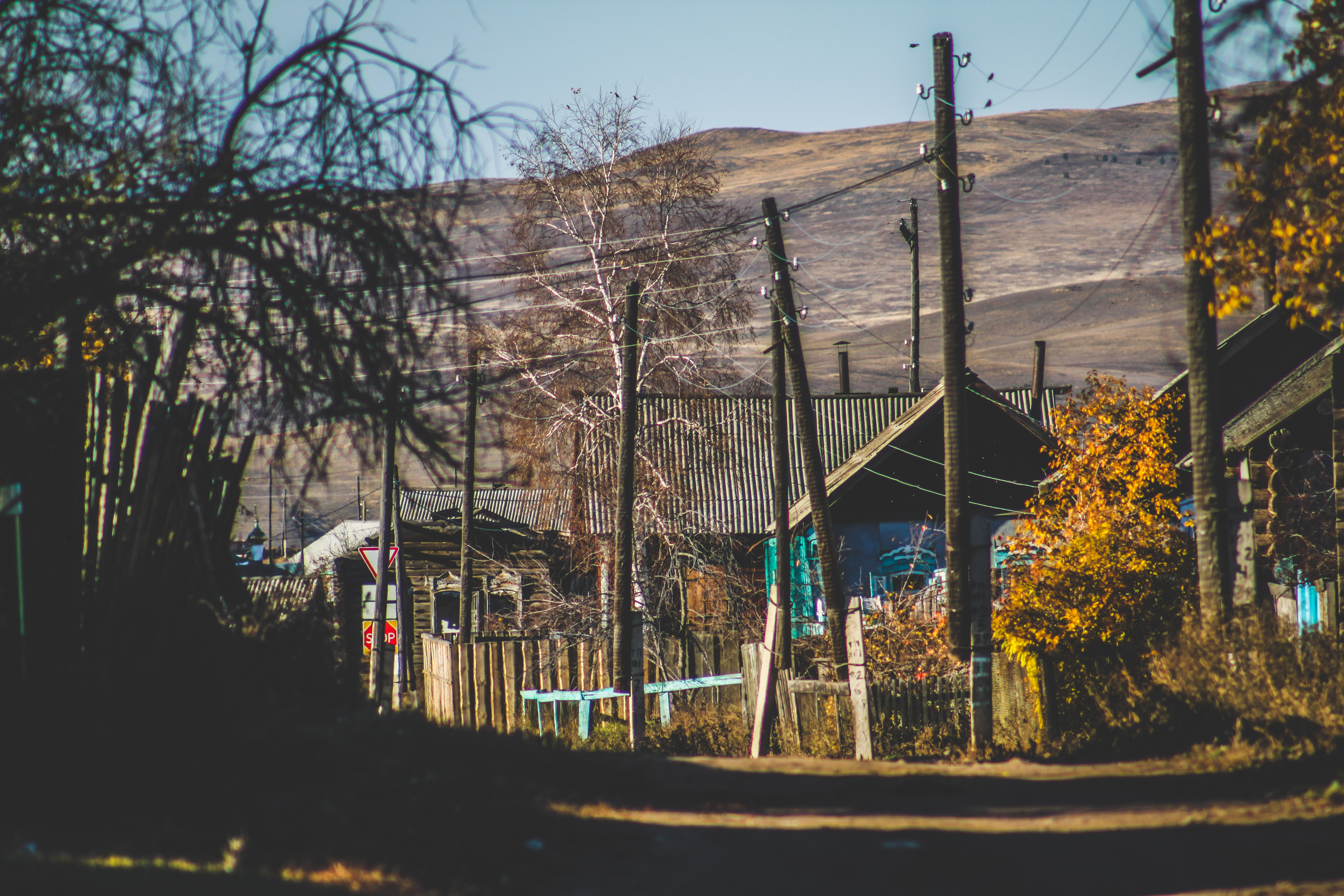
Виды Шаралдая

| 2002 | 2010  |
| ---- | ----- |
| 1746 | ↘1414 |

## Инфраструктура
Врачебная амбулатория, отделение почтовой связи, отделение Сбербанка России, средняя общеобразовательная школа им. И. Калашникова, детский сад «Берёзка», Дом культуры, сельская библиотека им. И. Калашникова, музей-усадьба Исая Калашникова.

## Агропромышленный комплекс
- КФХ Ананина А. Н. — разведение крупного рогатого скота, посадка зерновых культур
- КФХ Евдокимова Г. И. — молочное животноводство
- ЛПХ занимающееся овцеводством.
- Подсобным хозяйством занимаются 653 семьи[19]

## Известные люди
- Калашников, Исай Калистратович (1931—1980) — народный писатель Бурятии, автор романов «Последнее отступление», «Разрыв-трава», «Жестокий век» и многих других произведений. В 1991 году, в день 60-летия со дня рождения Исая Калашникова, состоялось открытие музея-усадьбы писателя-земляка.
- Носков, Виктор Матвеевич (1946—1997) — писатель, прозаик, автор повести «Макар Нелюбин — хозяин собаки» и др.
- Павлуцкий Михаил Гурьянович — овощевод совхоза «Забайкалец», награждён орденом Трудового Красного Знамени[22].
- Захаров Родион Елупович — награждён медалью «За освоение целинных и залежных земель»
- Короткова Александра Ивановна — фельдшер-акушер, награждена медалью «За доблестный труд в годы Великой Отечественной войны 1941—1945 гг.».
- Олег Захаров — член Союза художников Бурятии[22]
- Павлуцкая Е. С. — автор сборников «Земляки писателя И. Калашникова»
- Кузнецов Иван — автор Гимна Шаралдай